# Heckerhof
Der Heckerhof ist ein Ortsteil von Eitorf und liegt auf dem Lindscheid. 
Früher gehörte der Heckerhof zu den zu Burg Welterode gehörenden Gütern. Verwaltungsmäßig gehörte er zu früher zu der Honschaft Irlenbach und von 1816 bis 1934 zur Gemeinde Merten.
Um 1730 werden als Bewohner Johann Peter Feld, verheiratet mit Elisabeth Alfter und Peter Jünger, verheiratet mit Agnes Nögel benannt. Vermutlich handelte es sich um den Pächter mit seinem Sohn.
1840 wird hier Peter Krumbach geboren, der Sohn von Erasmus Krombach. Dieser war vermutlich Pächter des Eigentümers Graf Franz Bertram von Nesselrode Ehreshoven.
1925 war Franz Hördemann als Gutspächter verzeichnet.
Heute werden auf dem umbenannten Gut Heckenhof ein Country-Club, ein Hotel und ein Golfplatz betrieben. Es werden eine 27-Loch-Meisterschaftsanlage und ein öffentlicher 6-Loch-Kurzplatz unterhalten. 

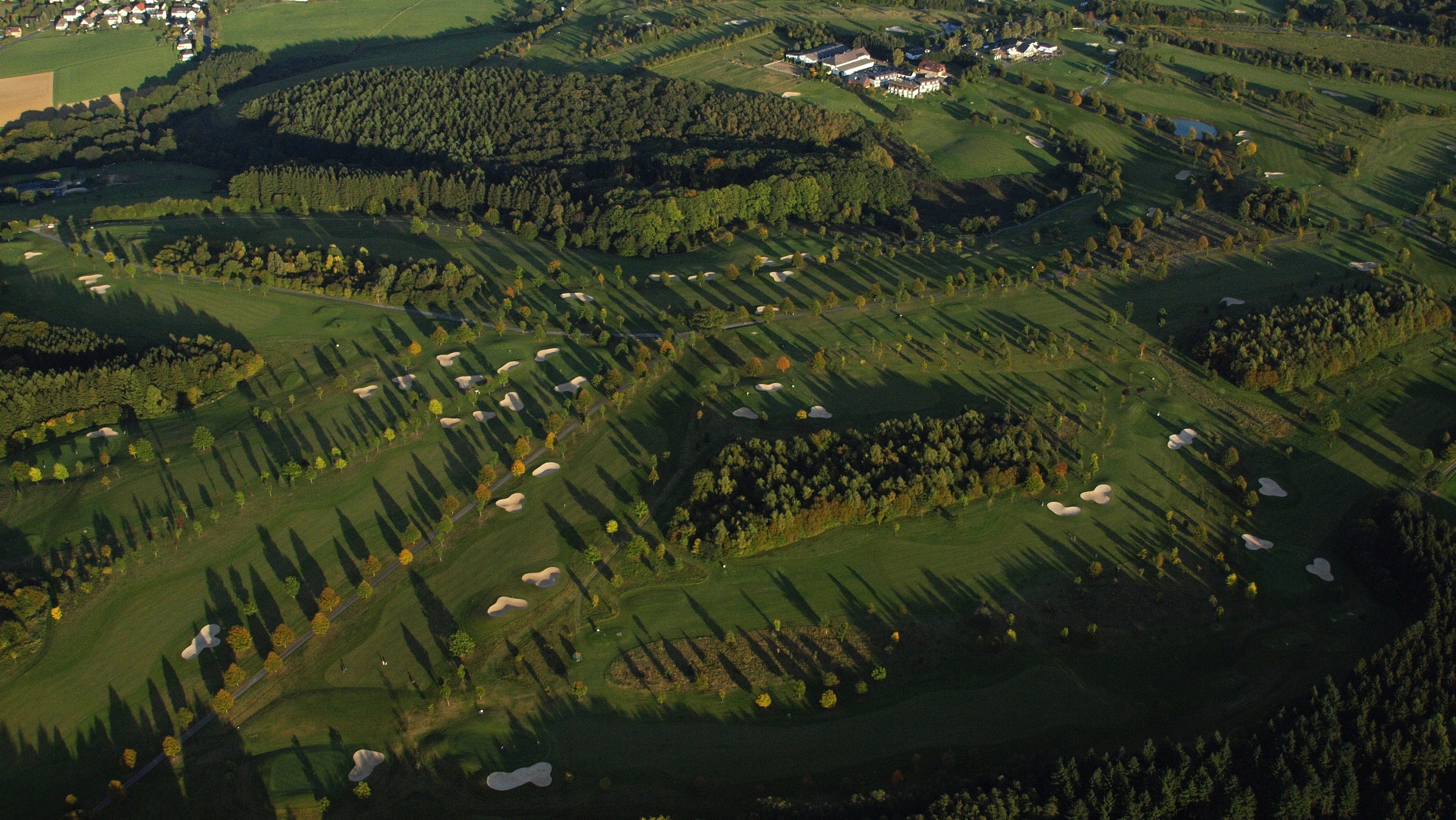
Heckerhof, Golfanlage Heckenhof